# Тупољев Ту-95
Тупољев Ту-95 (НАТО класификација ) је совјетски стратешки бомбардер подзвучне брзине. Један је од најуспешнијих стратешких бомбардера бившег СССР, а још увек је у употреби у руској војсци.
Погон су му четири „Кузњецов“ турбо-елисна мотора, од којих сваки има контра-ротационе пропелере што га - уз аеродинамичке особине - чини једним од најбржих икад направљених елисних авиона.

## Пројектовање и развој
У току рата захваљујући потреби бомбардовања удаљених ратишта као што је то било европско и пацифичко бојиште Американци су развили неколико типова стратешких бомбардера као што су B-17, B-24 и Боинг B-29. Совјети су имали прилике да у току рата користе америчке стратешке бомбардере који су принудно слетали на совјетску територију због механичког квара или оштећења у борби. Тако је од 73 примерака B-17, оспособљено 23 примерака, од 73 примерака B-24, оспособљено је 30 комада и они су коришћени у ратним операцијама. Три примерка B-29 је принудно атерирало на совјетску територију након бомбардовања Јапана, Совјети су их задржали правдајући се својом неутралношћу у пацифичком рату. Након Другог светског рата главни противник Совјетском Савезу постају САД, а чињеница је да Совјети тада нису имали авион дугог домета, како би парирали Американцима. Појавом атомског оружја било је неопходно имати авион носивости преко 5 тона и радијуса преко 7.000 километара. На бази B-29, развијен је совјетски стратешки бомбардер Тупољев Ту-4 (1947), а касније (1951) повећани Ту-85 са долетом од 13.000 километара. Оба ова авиона су за погон, користили клипне моторе.
На основу онога што су радили Американци и Британци у домену развоја стратешких бомбардера на млазни погон, влада Совјетског Савеза је 1950. године прихватила предлог С. М. Мјасишева да се пројектује стратешки бомбардер на млазни погон брзине 950 km/h, долетом преко 13.000 km и носивости преко 5 t, кога би погонила 4 турбомлазна мотора ПМ-3 пројектног бироа Микулина. Формиран је посебан пројектантски биро ОКБ-23 који је у веома кратком времену од 1,5 до 2 године, спремио за тестирање авион који је добио ознаку М-4. Искуства из Корејског рата су показала да је ова одлука била исправна јер се видело да стратешки бомбардери на клипни погон не могу да преживе нападе млазне ловачке авијације.
На основу студије ЦАГИ института „Испитивање карактеристика лета тешких млазних авиона са стреластим крилима“, у бироу Тупољева (ОКБ-156) су резултати ове студије послужили још 1948. године, за дефинисање основе за пројекат бомбардера на млазни погон Ту-16. Пошто се у то време увелико радило на пројекту стратешког бомбардера Ту-85, разматрана је могућност примене овог крила и на тај бомбардер, тако је рођена идеја за пројект "95". Већ 1950. године дозвољено је ОКБ 156 Тупољев (Опитни Конструкциони Биро - Тупољев) да ради на пројекту стратешког бомбардера великих брзина и долета масе преко 150 t и долета преко 13.000 km. За труп авиона Ту-95 је искоришћен труп авиона Ту-85, крила су стреласта (коса у односу на труп авиона) са углом нагиба од 35° а за погон су предложена четири турбоелисна мотора, постављена на крилима, који као најекономичнији могу обезбедити овако велики захтевани долет и већу брзину у односу на клипне моторе. Пошто су овако снажни турбоелисни мотори (изнад 12.000KS) захтевали елису пречника 7 m проблем је решен увођењем две елисе са супротним смером окретања на сваком од мотора.
Влада Совјетског Савеза 11. јула 1951. године издаје декрет којим се налаже ОКБ-156 да изради пројекат а ваздухопловној индустрији да направи авион са роком септембар 1952. године. То је и извршено, тако да је први прототип полетео 12. новембра 1952, а у оперативну употребу је уведен 1956. године.
Авион Ту-95 је био намењен за удар по непријатељским војним базама, лукама, војно индустријским објектима, политичким и административним центрима дубоко у позадини непријатељске територије. Могао је да носи појединачне бомбе тежине од 5 до 9t, атомско и конвенционално наоружање. Поред овог широког спектра стратешких циљева, овај авион је био намењен и за постављање мина, торпедни и бомбашки напад на бродове на удаљеним ратиштима.

### Технички опис
Авион Ту-95 је стратешки бомбардер потпуно металне конструкције, углавном направљен од алуминијумских легура као и легура магнезијума и челика. Авион је висококрилац са четири турбоелисна мотора који се налазе на крилима. Турбоелисни мотори Кузњецов НК-12М су били опремљени диференцијалним преносником, који је омогућавао постављање две елисе са супротним смером обртања, што је поред аеродинамичких својстава авиона омогућило авиону Ту-95 постизање максималне брзине од 920 km/h. Свака елиса има четири метална пераја променљивог корака. Ту-95 представља најбржи авион са овом врстом погона на свету. Поред тога ови мотори се одликују веома ниском специфичном потрошњом горива по 250 до 300 gr/ KS/h и 10 пута дужим ресурсима од било ког авио мотора тога доба. Облик крила овог авиона је стреласт са углом нагиба од 35°. Има увлачећи стајни трап система трицикл, предња носна нога има два точка „близанца“ са гумама ниског притиска а задње ноге које представљају и основне, се налазе испод крила авиона и свака има по 4 точка са нископритисним гумама. Те ноге се увлаче у простор иза мотора лоцираних ближе трупу авиона. Авион има укупно 10 точкова који му омогућавају безбедно слетање и на лоше припремљеним пистама. Авион је био опремљен најсавременијом авиоником и електронским уређајима које је тада могао да произведе Совјетски Савез. Посада је смештена у две кабине под притиском које се налазе на почетку и крају трупа авиона. Авион није имао систем за аутоматско избацивање посаде у случају потребе полазећи од претпоставке да због брзине авиона посада има времена да искочи из оштећеног авиона. За хитну евакуацију посаде из авиона предвиђена су врата која се налазе на поду кабина. Током експлоатације авиона, а она траје 55 година вршена су значајна осавремењавања авиона и он је од класичног бомбардера постао ракетоносац који може да понесе од 6 до 16 ракета домета 2.500 km укупне тежине 15 t. Поред тога опремљен је системом за допуњавање горивом у лету тако да му је долет повећан на преко 32.000 km. У току развоја и дугогодишњег коришћења Ту-95 настале су многе варијанте овог авиона.

### Варијанте авиона Тупољев Ту-95
- Ту-20 - првобитна ознака за авионе Ту-95 и Ту-142
- Ту-95/1, Ту-95/2 - прототипови авиона Ту-95
- Ту-95М  - први серијски произведени модел Ту-95 са топлотном, радиолошком и светлосном заштитом носи две атомске бомбе,
- Ту-95М-5 - модел авиона Ту-95М носач ракета,
- Ту-95У - намењен за обуку пилота, настао на основу модела Ту-95М,
- Ту-95К-20 - модел авиона Ту-95, носач ракета К-20, поседује носни радар,
- Ту-95КД - модел авиона као Ту-95К-20, носач ракета К-20, поседује носни радар, опремљен системом за допуну горива у лету,
- Ту-95РТ - поморски извиђачки,
- Ту-95МП - поморски извиђачки и комуникациони авион,
- Ту-95МС - модел авиона Ту-95 наоружан крстарећим ракетама, постоји неколико подтипова у зависности од броја ракета,
- Ту-96 - развојни модел, покушај повећања брзине авиона,
- Ту-119 - развојни модел, покушај тестирања мотора на атомски погон конвертован модел Ту-95М,
- Ту-142 - поморска верзија авиона, уведен 1960. године, у доносу на Ту-95М има дужи труп и боље моторе,
- Ту-142М - поморска верзија авиона, постоји неколико верзија, разлика у опреми одређена према намени авиона,
- Ту-142ЛЛ - летећа лабораторија намењена тестирању мотора,

## Наоружање (Ту-95МС)
- 6 до 16 ракета типа Х-20/Х-22/Х-26/Х-55 (максимално 15 тона)
- Нуклеарне бојеве главе снаге од 20 до 50
- Конвенционалне бомбе (слободно падајуће тежина од 1.500 до 9.000kg)
- Један или два одбрамбена топа ГШ-23, 23 mm, смештени у репу авиона

## Оперативно коришћење
Авион Тупољев Ту-95/Ту142 се производио од 1955. до 2000. године и произведено је укупно преко 500 примерака ових авиона. Производња се одвијала у Фабрици N° 18 из Самаре (Кујбишев), модел Ту-142 се поред фабрике у Самари производио и у Фабрици N° 86 у Таганрогу. Авион је уведен у употребу 1956. године претрпео неколико осавремењавања и данас је у оперативном статусу. Користи га Команда стратешке авијације Русије и морнарица. Авион има 7 до 16 чланова посаде већ у зависности од намене авиона. Авион се углавном користи за свакодневно патролирање светским морима и океанима. Једно време 90-их година ово патролирање је било обустављено што због недостатка пара што због несналажења највишег руског руководства у новонасталој ситуацији нестанка биполарног односа снага.

### коришћење у свету
Авион је прво користила Команда стратешке авијације Совјетског Савеза, до 90-их година постојале су базе у иностранству: Куба, Гвинеја, Ангола, Сомалија и Вијетнам, са тим базама и базама у Совјетском Савезу овим авионима је био покривен цео свет. Распадом Совјетског Савеза известан број ових авиона је остало у Украјини која их није користила с обзиром да су ракете са бојевим главама претходним споразумима враћени у Русију. Ови авиони без наоружања нису коришћени, пропадали су јер су трошкови одржавања били велики а под притиском запада да се реши ових авиона Украјина је део авиона вратила Русији за опрост дела нафтног и гасног дуга а део је уништен остао је један музејски примерак. Неколико ових авиона користи индијска ратна морнарица ради патролирања Индијским океаном.

## Земље које користе или су користиле овај авион
- СССР
- Русија
- Украјина
- Индија